# Álvaro Ocaña
Álvaro Ocaña Gil (Teba, Málaga, 2 de febrero de 1993) es un futbolista profesional que normalmente juega como defensa lateral izquierdo, exjugador del Real Jaén y actual jugador del Vélez Club de Fútbol.

## Trayectoria
Álvaro Ocaña jugó con el Málaga Club de Fútbol, en la categoría Juvenil A, solo para las reservas como sénior. En 2012, se unió al Villarreal CF, al año siguiente firmó con otro club de la liga inferior, Écija Balompié de la Segunda División B. El 5 de enero de 2014 marcó su tercer y último gol de la temporada y contribuyó a un 2-0 en casa, ganó contra La Roda CF, pero finalmente fue relegado por le Club. 
El 6 de junio de 2014, Ocaña fichó por el equipo chipriota de Doxa Katokopias, con el cual debutó en el fútbol de Primera División el 6 de septiembre de 2014, presentando los 90 minutos completos en una derrota en casa 0-4 contra el AEL Limassol FC para el Campeonato de Primera División de Chipre.
En 2019 debutó en la Copa del Rey con el Real Jaén Club de Fútbol con el que anotó un gol contra el Alavés.

## Clubes
| Club            | País   | Año           |
| --------------- | ------ | ------------- |
| Málaga B        | España | 2011–2012     |
| Villarreal C    | España | 2012–2013     |
| Villarreal B    | España | 2013–2014     |
| Écija           | España | 2013–2014     |
| Doxa Katokopias | Chipre | 2014–2015     |
| Cacereños       | España | 2015          |
| Marbella        | España | 2016          |
| Ejido           | España | 2016-2018     |
| Écija           | España | 2018-2019     |
| Real Jaén       | España | 2019-2020     |
| Vélez CF        | España | 2020-presente |